# Shilong
Der Stadtbezirk Shilong (chinesisch 石龍區 / 石龙区, Pinyin Shílóng Qū) gehört zum Verwaltungsgebiet der bezirksfreien Stadt Pingdingshan in der chinesischen Provinz Henan. Er hat eine Fläche von 35 km² und zählt 51.500 Einwohner (Stand: Ende 2018).

## Administrative Gliederung
Auf Gemeindeebene setzt sich der Stadtbezirk aus vier Straßenvierteln zusammen. 